# Pseuderia sympodialis
Pseuderia sympodialis är en orkidéart som beskrevs av Johannes Jacobus Smith. Pseuderia sympodialis ingår i släktet Pseuderia och familjen orkidéer. Inga underarter finns listade i Catalogue of Life.